# 沖縄・地域安全パトロール

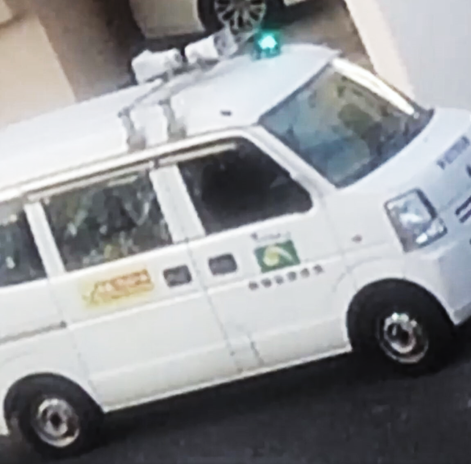
青いライトをつけた沖縄総合事務局「沖縄・地域安全パトロール」の「青パト」

沖縄・地域安全パトロール (おきなわ・ちいきあんぜんパトロール) は、2016年4月の元・海兵隊で軍属の男性によるうるま市女性殺害事件をきっかけに、政府は沖縄総合事務局の青色パトカー100台の巡回により、沖縄県で防犯パトロールを行うと発案、当時の沖縄担当大臣、島尻安伊子の肝いりで実施が決定された。毎年の予算は8億6,800万円が計上され、16-18年度の3年間で約19億円が支出された。米軍関係者による犯罪を繰り返さないため、一日230万円を投じた青パトでの市中の巡回に「米軍関係者による事件」に対してどのような効果があるのか等、国の19億円の支出内容と費用対効果が問われている。

## 概要
- 行政事業概要:[3]

| 事業概要 | 事業概要 | 事業概要 | 事業概要 | 事業概要 | 事業概要 | 平成28年5月に沖縄県で発生した米軍関係者による事件を受け、このような悲惨な事件を繰り返さないため設置された「沖縄県における犯罪抑止対策推進チーム」により、沖縄県における犯罪抑止に関する対策の一環として実施が決定。沖縄県における犯罪を抑止し、沖縄県民の安全・安心を確保するため、沖縄総合事務局に創設した青色パトカー100台規模の「沖縄・地域安全パトロール隊」による緊急防犯パトロール等を行う。 | 平成28年5月に沖縄県で発生した米軍関係者による事件を受け、このような悲惨な事件を繰り返さないため設置された「沖縄県における犯罪抑止対策推進チーム」により、沖縄県における犯罪抑止に関する対策の一環として実施が決定。沖縄県における犯罪を抑止し、沖縄県民の安全・安心を確保するため、沖縄総合事務局に創設した青色パトカー100台規模の「沖縄・地域安全パトロール隊」による緊急防犯パトロール等を行う。 | 平成28年5月に沖縄県で発生した米軍関係者による事件を受け、このような悲惨な事件を繰り返さないため設置された「沖縄県における犯罪抑止対策推進チーム」により、沖縄県における犯罪抑止に関する対策の一環として実施が決定。沖縄県における犯罪を抑止し、沖縄県民の安全・安心を確保するため、沖縄総合事務局に創設した青色パトカー100台規模の「沖縄・地域安全パトロール隊」による緊急防犯パトロール等を行う。 | 平成28年5月に沖縄県で発生した米軍関係者による事件を受け、このような悲惨な事件を繰り返さないため設置された「沖縄県における犯罪抑止対策推進チーム」により、沖縄県における犯罪抑止に関する対策の一環として実施が決定。沖縄県における犯罪を抑止し、沖縄県民の安全・安心を確保するため、沖縄総合事務局に創設した青色パトカー100台規模の「沖縄・地域安全パトロール隊」による緊急防犯パトロール等を行う。 | 平成28年5月に沖縄県で発生した米軍関係者による事件を受け、このような悲惨な事件を繰り返さないため設置された「沖縄県における犯罪抑止対策推進チーム」により、沖縄県における犯罪抑止に関する対策の一環として実施が決定。沖縄県における犯罪を抑止し、沖縄県民の安全・安心を確保するため、沖縄総合事務局に創設した青色パトカー100台規模の「沖縄・地域安全パトロール隊」による緊急防犯パトロール等を行う。 | 平成28年5月に沖縄県で発生した米軍関係者による事件を受け、このような悲惨な事件を繰り返さないため設置された「沖縄県における犯罪抑止対策推進チーム」により、沖縄県における犯罪抑止に関する対策の一環として実施が決定。沖縄県における犯罪を抑止し、沖縄県民の安全・安心を確保するため、沖縄総合事務局に創設した青色パトカー100台規模の「沖縄・地域安全パトロール隊」による緊急防犯パトロール等を行う。 | 平成28年5月に沖縄県で発生した米軍関係者による事件を受け、このような悲惨な事件を繰り返さないため設置された「沖縄県における犯罪抑止対策推進チーム」により、沖縄県における犯罪抑止に関する対策の一環として実施が決定。沖縄県における犯罪を抑止し、沖縄県民の安全・安心を確保するため、沖縄総合事務局に創設した青色パトカー100台規模の「沖縄・地域安全パトロール隊」による緊急防犯パトロール等を行う。 | 平成28年5月に沖縄県で発生した米軍関係者による事件を受け、このような悲惨な事件を繰り返さないため設置された「沖縄県における犯罪抑止対策推進チーム」により、沖縄県における犯罪抑止に関する対策の一環として実施が決定。沖縄県における犯罪を抑止し、沖縄県民の安全・安心を確保するため、沖縄総合事務局に創設した青色パトカー100台規模の「沖縄・地域安全パトロール隊」による緊急防犯パトロール等を行う。 | 平成28年5月に沖縄県で発生した米軍関係者による事件を受け、このような悲惨な事件を繰り返さないため設置された「沖縄県における犯罪抑止対策推進チーム」により、沖縄県における犯罪抑止に関する対策の一環として実施が決定。沖縄県における犯罪を抑止し、沖縄県民の安全・安心を確保するため、沖縄総合事務局に創設した青色パトカー100台規模の「沖縄・地域安全パトロール隊」による緊急防犯パトロール等を行う。 | 平成28年5月に沖縄県で発生した米軍関係者による事件を受け、このような悲惨な事件を繰り返さないため設置された「沖縄県における犯罪抑止対策推進チーム」により、沖縄県における犯罪抑止に関する対策の一環として実施が決定。沖縄県における犯罪を抑止し、沖縄県民の安全・安心を確保するため、沖縄総合事務局に創設した青色パトカー100台規模の「沖縄・地域安全パトロール隊」による緊急防犯パトロール等を行う。 | 平成28年5月に沖縄県で発生した米軍関係者による事件を受け、このような悲惨な事件を繰り返さないため設置された「沖縄県における犯罪抑止対策推進チーム」により、沖縄県における犯罪抑止に関する対策の一環として実施が決定。沖縄県における犯罪を抑止し、沖縄県民の安全・安心を確保するため、沖縄総合事務局に創設した青色パトカー100台規模の「沖縄・地域安全パトロール隊」による緊急防犯パトロール等を行う。 | 平成28年5月に沖縄県で発生した米軍関係者による事件を受け、このような悲惨な事件を繰り返さないため設置された「沖縄県における犯罪抑止対策推進チーム」により、沖縄県における犯罪抑止に関する対策の一環として実施が決定。沖縄県における犯罪を抑止し、沖縄県民の安全・安心を確保するため、沖縄総合事務局に創設した青色パトカー100台規模の「沖縄・地域安全パトロール隊」による緊急防犯パトロール等を行う。 | 平成28年5月に沖縄県で発生した米軍関係者による事件を受け、このような悲惨な事件を繰り返さないため設置された「沖縄県における犯罪抑止対策推進チーム」により、沖縄県における犯罪抑止に関する対策の一環として実施が決定。沖縄県における犯罪を抑止し、沖縄県民の安全・安心を確保するため、沖縄総合事務局に創設した青色パトカー100台規模の「沖縄・地域安全パトロール隊」による緊急防犯パトロール等を行う。 | 平成28年5月に沖縄県で発生した米軍関係者による事件を受け、このような悲惨な事件を繰り返さないため設置された「沖縄県における犯罪抑止対策推進チーム」により、沖縄県における犯罪抑止に関する対策の一環として実施が決定。沖縄県における犯罪を抑止し、沖縄県民の安全・安心を確保するため、沖縄総合事務局に創設した青色パトカー100台規模の「沖縄・地域安全パトロール隊」による緊急防犯パトロール等を行う。 | 平成28年5月に沖縄県で発生した米軍関係者による事件を受け、このような悲惨な事件を繰り返さないため設置された「沖縄県における犯罪抑止対策推進チーム」により、沖縄県における犯罪抑止に関する対策の一環として実施が決定。沖縄県における犯罪を抑止し、沖縄県民の安全・安心を確保するため、沖縄総合事務局に創設した青色パトカー100台規模の「沖縄・地域安全パトロール隊」による緊急防犯パトロール等を行う。 | 平成28年5月に沖縄県で発生した米軍関係者による事件を受け、このような悲惨な事件を繰り返さないため設置された「沖縄県における犯罪抑止対策推進チーム」により、沖縄県における犯罪抑止に関する対策の一環として実施が決定。沖縄県における犯罪を抑止し、沖縄県民の安全・安心を確保するため、沖縄総合事務局に創設した青色パトカー100台規模の「沖縄・地域安全パトロール隊」による緊急防犯パトロール等を行う。 | 平成28年5月に沖縄県で発生した米軍関係者による事件を受け、このような悲惨な事件を繰り返さないため設置された「沖縄県における犯罪抑止対策推進チーム」により、沖縄県における犯罪抑止に関する対策の一環として実施が決定。沖縄県における犯罪を抑止し、沖縄県民の安全・安心を確保するため、沖縄総合事務局に創設した青色パトカー100台規模の「沖縄・地域安全パトロール隊」による緊急防犯パトロール等を行う。 | 平成28年5月に沖縄県で発生した米軍関係者による事件を受け、このような悲惨な事件を繰り返さないため設置された「沖縄県における犯罪抑止対策推進チーム」により、沖縄県における犯罪抑止に関する対策の一環として実施が決定。沖縄県における犯罪を抑止し、沖縄県民の安全・安心を確保するため、沖縄総合事務局に創設した青色パトカー100台規模の「沖縄・地域安全パトロール隊」による緊急防犯パトロール等を行う。 | 平成28年5月に沖縄県で発生した米軍関係者による事件を受け、このような悲惨な事件を繰り返さないため設置された「沖縄県における犯罪抑止対策推進チーム」により、沖縄県における犯罪抑止に関する対策の一環として実施が決定。沖縄県における犯罪を抑止し、沖縄県民の安全・安心を確保するため、沖縄総合事務局に創設した青色パトカー100台規模の「沖縄・地域安全パトロール隊」による緊急防犯パトロール等を行う。 | 平成28年5月に沖縄県で発生した米軍関係者による事件を受け、このような悲惨な事件を繰り返さないため設置された「沖縄県における犯罪抑止対策推進チーム」により、沖縄県における犯罪抑止に関する対策の一環として実施が決定。沖縄県における犯罪を抑止し、沖縄県民の安全・安心を確保するため、沖縄総合事務局に創設した青色パトカー100台規模の「沖縄・地域安全パトロール隊」による緊急防犯パトロール等を行う。 | 平成28年5月に沖縄県で発生した米軍関係者による事件を受け、このような悲惨な事件を繰り返さないため設置された「沖縄県における犯罪抑止対策推進チーム」により、沖縄県における犯罪抑止に関する対策の一環として実施が決定。沖縄県における犯罪を抑止し、沖縄県民の安全・安心を確保するため、沖縄総合事務局に創設した青色パトカー100台規模の「沖縄・地域安全パトロール隊」による緊急防犯パトロール等を行う。 | 平成28年5月に沖縄県で発生した米軍関係者による事件を受け、このような悲惨な事件を繰り返さないため設置された「沖縄県における犯罪抑止対策推進チーム」により、沖縄県における犯罪抑止に関する対策の一環として実施が決定。沖縄県における犯罪を抑止し、沖縄県民の安全・安心を確保するため、沖縄総合事務局に創設した青色パトカー100台規模の「沖縄・地域安全パトロール隊」による緊急防犯パトロール等を行う。 | 平成28年5月に沖縄県で発生した米軍関係者による事件を受け、このような悲惨な事件を繰り返さないため設置された「沖縄県における犯罪抑止対策推進チーム」により、沖縄県における犯罪抑止に関する対策の一環として実施が決定。沖縄県における犯罪を抑止し、沖縄県民の安全・安心を確保するため、沖縄総合事務局に創設した青色パトカー100台規模の「沖縄・地域安全パトロール隊」による緊急防犯パトロール等を行う。 | 平成28年5月に沖縄県で発生した米軍関係者による事件を受け、このような悲惨な事件を繰り返さないため設置された「沖縄県における犯罪抑止対策推進チーム」により、沖縄県における犯罪抑止に関する対策の一環として実施が決定。沖縄県における犯罪を抑止し、沖縄県民の安全・安心を確保するため、沖縄総合事務局に創設した青色パトカー100台規模の「沖縄・地域安全パトロール隊」による緊急防犯パトロール等を行う。 | 平成28年5月に沖縄県で発生した米軍関係者による事件を受け、このような悲惨な事件を繰り返さないため設置された「沖縄県における犯罪抑止対策推進チーム」により、沖縄県における犯罪抑止に関する対策の一環として実施が決定。沖縄県における犯罪を抑止し、沖縄県民の安全・安心を確保するため、沖縄総合事務局に創設した青色パトカー100台規模の「沖縄・地域安全パトロール隊」による緊急防犯パトロール等を行う。 | 平成28年5月に沖縄県で発生した米軍関係者による事件を受け、このような悲惨な事件を繰り返さないため設置された「沖縄県における犯罪抑止対策推進チーム」により、沖縄県における犯罪抑止に関する対策の一環として実施が決定。沖縄県における犯罪を抑止し、沖縄県民の安全・安心を確保するため、沖縄総合事務局に創設した青色パトカー100台規模の「沖縄・地域安全パトロール隊」による緊急防犯パトロール等を行う。 | 平成28年5月に沖縄県で発生した米軍関係者による事件を受け、このような悲惨な事件を繰り返さないため設置された「沖縄県における犯罪抑止対策推進チーム」により、沖縄県における犯罪抑止に関する対策の一環として実施が決定。沖縄県における犯罪を抑止し、沖縄県民の安全・安心を確保するため、沖縄総合事務局に創設した青色パトカー100台規模の「沖縄・地域安全パトロール隊」による緊急防犯パトロール等を行う。 | 平成28年5月に沖縄県で発生した米軍関係者による事件を受け、このような悲惨な事件を繰り返さないため設置された「沖縄県における犯罪抑止対策推進チーム」により、沖縄県における犯罪抑止に関する対策の一環として実施が決定。沖縄県における犯罪を抑止し、沖縄県民の安全・安心を確保するため、沖縄総合事務局に創設した青色パトカー100台規模の「沖縄・地域安全パトロール隊」による緊急防犯パトロール等を行う。 | 平成28年5月に沖縄県で発生した米軍関係者による事件を受け、このような悲惨な事件を繰り返さないため設置された「沖縄県における犯罪抑止対策推進チーム」により、沖縄県における犯罪抑止に関する対策の一環として実施が決定。沖縄県における犯罪を抑止し、沖縄県民の安全・安心を確保するため、沖縄総合事務局に創設した青色パトカー100台規模の「沖縄・地域安全パトロール隊」による緊急防犯パトロール等を行う。 | 平成28年5月に沖縄県で発生した米軍関係者による事件を受け、このような悲惨な事件を繰り返さないため設置された「沖縄県における犯罪抑止対策推進チーム」により、沖縄県における犯罪抑止に関する対策の一環として実施が決定。沖縄県における犯罪を抑止し、沖縄県民の安全・安心を確保するため、沖縄総合事務局に創設した青色パトカー100台規模の「沖縄・地域安全パトロール隊」による緊急防犯パトロール等を行う。 | 平成28年5月に沖縄県で発生した米軍関係者による事件を受け、このような悲惨な事件を繰り返さないため設置された「沖縄県における犯罪抑止対策推進チーム」により、沖縄県における犯罪抑止に関する対策の一環として実施が決定。沖縄県における犯罪を抑止し、沖縄県民の安全・安心を確保するため、沖縄総合事務局に創設した青色パトカー100台規模の「沖縄・地域安全パトロール隊」による緊急防犯パトロール等を行う。 | 平成28年5月に沖縄県で発生した米軍関係者による事件を受け、このような悲惨な事件を繰り返さないため設置された「沖縄県における犯罪抑止対策推進チーム」により、沖縄県における犯罪抑止に関する対策の一環として実施が決定。沖縄県における犯罪を抑止し、沖縄県民の安全・安心を確保するため、沖縄総合事務局に創設した青色パトカー100台規模の「沖縄・地域安全パトロール隊」による緊急防犯パトロール等を行う。 | 平成28年5月に沖縄県で発生した米軍関係者による事件を受け、このような悲惨な事件を繰り返さないため設置された「沖縄県における犯罪抑止対策推進チーム」により、沖縄県における犯罪抑止に関する対策の一環として実施が決定。沖縄県における犯罪を抑止し、沖縄県民の安全・安心を確保するため、沖縄総合事務局に創設した青色パトカー100台規模の「沖縄・地域安全パトロール隊」による緊急防犯パトロール等を行う。 | 平成28年5月に沖縄県で発生した米軍関係者による事件を受け、このような悲惨な事件を繰り返さないため設置された「沖縄県における犯罪抑止対策推進チーム」により、沖縄県における犯罪抑止に関する対策の一環として実施が決定。沖縄県における犯罪を抑止し、沖縄県民の安全・安心を確保するため、沖縄総合事務局に創設した青色パトカー100台規模の「沖縄・地域安全パトロール隊」による緊急防犯パトロール等を行う。 | 平成28年5月に沖縄県で発生した米軍関係者による事件を受け、このような悲惨な事件を繰り返さないため設置された「沖縄県における犯罪抑止対策推進チーム」により、沖縄県における犯罪抑止に関する対策の一環として実施が決定。沖縄県における犯罪を抑止し、沖縄県民の安全・安心を確保するため、沖縄総合事務局に創設した青色パトカー100台規模の「沖縄・地域安全パトロール隊」による緊急防犯パトロール等を行う。 | 平成28年5月に沖縄県で発生した米軍関係者による事件を受け、このような悲惨な事件を繰り返さないため設置された「沖縄県における犯罪抑止対策推進チーム」により、沖縄県における犯罪抑止に関する対策の一環として実施が決定。沖縄県における犯罪を抑止し、沖縄県民の安全・安心を確保するため、沖縄総合事務局に創設した青色パトカー100台規模の「沖縄・地域安全パトロール隊」による緊急防犯パトロール等を行う。 | 平成28年5月に沖縄県で発生した米軍関係者による事件を受け、このような悲惨な事件を繰り返さないため設置された「沖縄県における犯罪抑止対策推進チーム」により、沖縄県における犯罪抑止に関する対策の一環として実施が決定。沖縄県における犯罪を抑止し、沖縄県民の安全・安心を確保するため、沖縄総合事務局に創設した青色パトカー100台規模の「沖縄・地域安全パトロール隊」による緊急防犯パトロール等を行う。 | 平成28年5月に沖縄県で発生した米軍関係者による事件を受け、このような悲惨な事件を繰り返さないため設置された「沖縄県における犯罪抑止対策推進チーム」により、沖縄県における犯罪抑止に関する対策の一環として実施が決定。沖縄県における犯罪を抑止し、沖縄県民の安全・安心を確保するため、沖縄総合事務局に創設した青色パトカー100台規模の「沖縄・地域安全パトロール隊」による緊急防犯パトロール等を行う。 | 平成28年5月に沖縄県で発生した米軍関係者による事件を受け、このような悲惨な事件を繰り返さないため設置された「沖縄県における犯罪抑止対策推進チーム」により、沖縄県における犯罪抑止に関する対策の一環として実施が決定。沖縄県における犯罪を抑止し、沖縄県民の安全・安心を確保するため、沖縄総合事務局に創設した青色パトカー100台規模の「沖縄・地域安全パトロール隊」による緊急防犯パトロール等を行う。 | 平成28年5月に沖縄県で発生した米軍関係者による事件を受け、このような悲惨な事件を繰り返さないため設置された「沖縄県における犯罪抑止対策推進チーム」により、沖縄県における犯罪抑止に関する対策の一環として実施が決定。沖縄県における犯罪を抑止し、沖縄県民の安全・安心を確保するため、沖縄総合事務局に創設した青色パトカー100台規模の「沖縄・地域安全パトロール隊」による緊急防犯パトロール等を行う。 | 平成28年5月に沖縄県で発生した米軍関係者による事件を受け、このような悲惨な事件を繰り返さないため設置された「沖縄県における犯罪抑止対策推進チーム」により、沖縄県における犯罪抑止に関する対策の一環として実施が決定。沖縄県における犯罪を抑止し、沖縄県民の安全・安心を確保するため、沖縄総合事務局に創設した青色パトカー100台規模の「沖縄・地域安全パトロール隊」による緊急防犯パトロール等を行う。 | 平成28年5月に沖縄県で発生した米軍関係者による事件を受け、このような悲惨な事件を繰り返さないため設置された「沖縄県における犯罪抑止対策推進チーム」により、沖縄県における犯罪抑止に関する対策の一環として実施が決定。沖縄県における犯罪を抑止し、沖縄県民の安全・安心を確保するため、沖縄総合事務局に創設した青色パトカー100台規模の「沖縄・地域安全パトロール隊」による緊急防犯パトロール等を行う。 | 平成28年5月に沖縄県で発生した米軍関係者による事件を受け、このような悲惨な事件を繰り返さないため設置された「沖縄県における犯罪抑止対策推進チーム」により、沖縄県における犯罪抑止に関する対策の一環として実施が決定。沖縄県における犯罪を抑止し、沖縄県民の安全・安心を確保するため、沖縄総合事務局に創設した青色パトカー100台規模の「沖縄・地域安全パトロール隊」による緊急防犯パトロール等を行う。 | 平成28年5月に沖縄県で発生した米軍関係者による事件を受け、このような悲惨な事件を繰り返さないため設置された「沖縄県における犯罪抑止対策推進チーム」により、沖縄県における犯罪抑止に関する対策の一環として実施が決定。沖縄県における犯罪を抑止し、沖縄県民の安全・安心を確保するため、沖縄総合事務局に創設した青色パトカー100台規模の「沖縄・地域安全パトロール隊」による緊急防犯パトロール等を行う。 |

- 府省庁: 内閣府 事業番号 0088
- 担当部局: 政策統括官（沖縄政策担当） 総括担当参事官室
- 事業期間: 2016年〜終了予定なし[5]
- 会計区分: 一般会計
- 実施方法: 委託・請負
- 予算額と執行額

| 年度予算額 | 要求額    | 補正予算  | 執行額    |
| 2016       | -         | 4億1400万 | 2億6800万 |
| 2017       | 8億6800万 | 0         | 7億9100万 |
| 2018       | 8億6800万 | 0         | 8億4600万 |
| 2019       | 8億6800万 | 0         | -         |
| 2020       | 8億6800万 | -         | -         |

## 経緯

### 米軍関係者によるうるま市女性殺害事件
2016年4月28日、ウォーキング中の女性が殺害されて発見されたうるま市女性殺害事件では、逮捕された元・海兵隊員で米軍属の男は遺体を恩納村の山林に遺棄し、また犯行に使ったスーツケースや凶器などを日本の警察の捜査権が及ばない米軍基地内、キャンプ・ハンセンに捨てたと自供。元海兵隊で軍属であることから、海兵隊基地の土地勘と排他的管理権を利用して証拠隠滅をはかったと考えられた。一か月前には九州からの観光客が那覇市のホテル内でキャンプ・シュワブの米兵にレイプされるという事件がおこったばかりだった。

### 沖縄地域安全パトロール隊の発足
2016年6月15日、この事件を受け、政府は新たに「沖縄・地域安全パトロール隊」を創設し、当面は内閣府の沖縄総合事務局と防衛省の沖縄防衛局の職員が当面20人、2人1組の40人体制で見回りを行う防犯パトロールを開始した。沖縄総合事務局で出発式が行われ、島尻安伊子大臣は「安倍内閣としての『いま、できることは全てやる』の方針のもと、迅速に防犯パトロール体制の強化に取り組む」とSNS にも投稿した。最終的に毎日100台規模の車両体制で毎日パトロールを実施するというが、すでに県内の青色回転灯のパトロール車両は648台、登録は412団体もある。政府の見回りはボランティアによる見回りと変わりないものなのか、どのように人員をそろえるのかも未定なままだった。

### 高江に送られていたパトロール隊
2016年7月26日、ところが創設から1か月後、米軍関係者による犯罪を防止する目的のパトロールに防衛省が沖縄に派遣した約70人の防衛局職員が全員、実際には当時安倍内閣が年内完成と強行する米軍北部訓練場高江ヘリパッド建設の市民の抗議活動への警備だけに従事していることが判明した。米軍関係者の犯罪から市民を守るという名目で県外から送りこまれた防衛局職員が、実際には反対する市民から米軍基地建設を守るために高江に現れたことに対し、地元住民も「逆に高江に住んでいる住民、沖縄県民を監視するというのは本当に許せない」と語った。

### これまでの業績
沖縄では米軍基地関係者による新型コロナウイルス感染防止対策のさなかにも連続する米軍関係者の犯罪は減らず、また2019年には北谷女性殺害事件もおこったが、2016年6月から2020年2月末までの約4年間で「沖縄・地域安全パトロール隊」が警察に通報した米軍関係者による事件事故関係は 8件だけだったことが分かった。通報による逮捕実績は一度もない。また、警察ではないので、実際の犯罪に遭遇しても対応は通報のみ、ということになる。その約3年間の実績の4分の3が路上寝など泥酔者対応で、米軍トラブル関係は1％にも満たないことも判明した。
業務は沖縄総合事務局と沖縄防衛局で巡回エリア別に業務委託し、人材派遣・民間警備会社を通して人員を集めており、365日、毎日19:00から22:00と23:00～翌05:00の2交代制で巡回している。費やされる予算は年間8億6800万円、1日当たり約230万円を使い、3年間で約19億円が支出されたが、防犯の為であればもっと有効な予算の使い道がある、と費用対効果を疑問視する声は大きい。
また、業務を請負う警備会社の元職員らは「総合事務局は会社に丸投げし、社は従業員を管理していない。正社員が現場に出てくることはほぼない」「本来は学校周辺や住宅地を回って犯罪を抑止する仕事なのに、路上寝の対応件数を稼ぐために（飲食店の多い）国際通りや栄町を何度も通るような人もいた」と実情を述べ「事件の被害者や遺族に対しての罪悪感が一生残る」という証言もあった。
内閣府による行政事業レビューシート
一方で、内閣府による業績評価は、行政事業レビューシートによると、政府として毎年8億6800万円の国費を投入してきた事業に対し、目標に見合った成果実績をあげている、としている。平成31年度行政事業レビューシートより。
| 国費投入の必要性 | 国費投入の必要性 | 事業の目的は国民や社会のニーズを的確に反映しているか。                           | 事業の目的は国民や社会のニーズを的確に反映しているか。                           | 事業の目的は国民や社会のニーズを的確に反映しているか。                           | 事業の目的は国民や社会のニーズを的確に反映しているか。                           | 事業の目的は国民や社会のニーズを的確に反映しているか。                           | 事業の目的は国民や社会のニーズを的確に反映しているか。                           | 事業の目的は国民や社会のニーズを的確に反映しているか。                           | 事業の目的は国民や社会のニーズを的確に反映しているか。                           | 事業の目的は国民や社会のニーズを的確に反映しているか。                           | 事業の目的は国民や社会のニーズを的確に反映しているか。                           | 事業の目的は国民や社会のニーズを的確に反映しているか。                           | 事業の目的は国民や社会のニーズを的確に反映しているか。                           | 事業の目的は国民や社会のニーズを的確に反映しているか。                           | 事業の目的は国民や社会のニーズを的確に反映しているか。                           | 事業の目的は国民や社会のニーズを的確に反映しているか。                           | 事業の目的は国民や社会のニーズを的確に反映しているか。                           | 事業の目的は国民や社会のニーズを的確に反映しているか。                           | 事業の目的は国民や社会のニーズを的確に反映しているか。                           | 事業の目的は国民や社会のニーズを的確に反映しているか。                           | 事業の目的は国民や社会のニーズを的確に反映しているか。                           | 事業の目的は国民や社会のニーズを的確に反映しているか。                           | 事業の目的は国民や社会のニーズを的確に反映しているか。                           | 事業の目的は国民や社会のニーズを的確に反映しているか。                           | 事業の目的は国民や社会のニーズを的確に反映しているか。                           | 事業の目的は国民や社会のニーズを的確に反映しているか。                           | 事業の目的は国民や社会のニーズを的確に反映しているか。                           | 事業の目的は国民や社会のニーズを的確に反映しているか。                           | ○ | ○ | ○ | 平成28年5月に沖縄県で発生した米軍関係者による事件を受け、政府として沖縄県民の安心・安全を確保する必要性は高い。 | 平成28年5月に沖縄県で発生した米軍関係者による事件を受け、政府として沖縄県民の安心・安全を確保する必要性は高い。 | 平成28年5月に沖縄県で発生した米軍関係者による事件を受け、政府として沖縄県民の安心・安全を確保する必要性は高い。 | 平成28年5月に沖縄県で発生した米軍関係者による事件を受け、政府として沖縄県民の安心・安全を確保する必要性は高い。 | 平成28年5月に沖縄県で発生した米軍関係者による事件を受け、政府として沖縄県民の安心・安全を確保する必要性は高い。 | 平成28年5月に沖縄県で発生した米軍関係者による事件を受け、政府として沖縄県民の安心・安全を確保する必要性は高い。 | 平成28年5月に沖縄県で発生した米軍関係者による事件を受け、政府として沖縄県民の安心・安全を確保する必要性は高い。 | 平成28年5月に沖縄県で発生した米軍関係者による事件を受け、政府として沖縄県民の安心・安全を確保する必要性は高い。 | 平成28年5月に沖縄県で発生した米軍関係者による事件を受け、政府として沖縄県民の安心・安全を確保する必要性は高い。 | 平成28年5月に沖縄県で発生した米軍関係者による事件を受け、政府として沖縄県民の安心・安全を確保する必要性は高い。 | 平成28年5月に沖縄県で発生した米軍関係者による事件を受け、政府として沖縄県民の安心・安全を確保する必要性は高い。 | 平成28年5月に沖縄県で発生した米軍関係者による事件を受け、政府として沖縄県民の安心・安全を確保する必要性は高い。 | 平成28年5月に沖縄県で発生した米軍関係者による事件を受け、政府として沖縄県民の安心・安全を確保する必要性は高い。 | 平成28年5月に沖縄県で発生した米軍関係者による事件を受け、政府として沖縄県民の安心・安全を確保する必要性は高い。 | 平成28年5月に沖縄県で発生した米軍関係者による事件を受け、政府として沖縄県民の安心・安全を確保する必要性は高い。 | 平成28年5月に沖縄県で発生した米軍関係者による事件を受け、政府として沖縄県民の安心・安全を確保する必要性は高い。 | 平成28年5月に沖縄県で発生した米軍関係者による事件を受け、政府として沖縄県民の安心・安全を確保する必要性は高い。 | 平成28年5月に沖縄県で発生した米軍関係者による事件を受け、政府として沖縄県民の安心・安全を確保する必要性は高い。 |
| 国費投入の必要性 | 国費投入の必要性 | 地方自治体、民間等に委ねることができない事業なのか。                             | 地方自治体、民間等に委ねることができない事業なのか。                             | 地方自治体、民間等に委ねることができない事業なのか。                             | 地方自治体、民間等に委ねることができない事業なのか。                             | 地方自治体、民間等に委ねることができない事業なのか。                             | 地方自治体、民間等に委ねることができない事業なのか。                             | 地方自治体、民間等に委ねることができない事業なのか。                             | 地方自治体、民間等に委ねることができない事業なのか。                             | 地方自治体、民間等に委ねることができない事業なのか。                             | 地方自治体、民間等に委ねることができない事業なのか。                             | 地方自治体、民間等に委ねることができない事業なのか。                             | 地方自治体、民間等に委ねることができない事業なのか。                             | 地方自治体、民間等に委ねることができない事業なのか。                             | 地方自治体、民間等に委ねることができない事業なのか。                             | 地方自治体、民間等に委ねることができない事業なのか。                             | 地方自治体、民間等に委ねることができない事業なのか。                             | 地方自治体、民間等に委ねることができない事業なのか。                             | 地方自治体、民間等に委ねることができない事業なのか。                             | 地方自治体、民間等に委ねることができない事業なのか。                             | 地方自治体、民間等に委ねることができない事業なのか。                             | 地方自治体、民間等に委ねることができない事業なのか。                             | 地方自治体、民間等に委ねることができない事業なのか。                             | 地方自治体、民間等に委ねることができない事業なのか。                             | 地方自治体、民間等に委ねることができない事業なのか。                             | 地方自治体、民間等に委ねることができない事業なのか。                             | 地方自治体、民間等に委ねることができない事業なのか。                             | 地方自治体、民間等に委ねることができない事業なのか。                             | ○ | ○ | ○ | 平成28年5月に沖縄県で発生した米軍関係者による事件を受け、政府として沖縄県民の安心・安全を確保する必要性は高い。 | 平成28年5月に沖縄県で発生した米軍関係者による事件を受け、政府として沖縄県民の安心・安全を確保する必要性は高い。 | 平成28年5月に沖縄県で発生した米軍関係者による事件を受け、政府として沖縄県民の安心・安全を確保する必要性は高い。 | 平成28年5月に沖縄県で発生した米軍関係者による事件を受け、政府として沖縄県民の安心・安全を確保する必要性は高い。 | 平成28年5月に沖縄県で発生した米軍関係者による事件を受け、政府として沖縄県民の安心・安全を確保する必要性は高い。 | 平成28年5月に沖縄県で発生した米軍関係者による事件を受け、政府として沖縄県民の安心・安全を確保する必要性は高い。 | 平成28年5月に沖縄県で発生した米軍関係者による事件を受け、政府として沖縄県民の安心・安全を確保する必要性は高い。 | 平成28年5月に沖縄県で発生した米軍関係者による事件を受け、政府として沖縄県民の安心・安全を確保する必要性は高い。 | 平成28年5月に沖縄県で発生した米軍関係者による事件を受け、政府として沖縄県民の安心・安全を確保する必要性は高い。 | 平成28年5月に沖縄県で発生した米軍関係者による事件を受け、政府として沖縄県民の安心・安全を確保する必要性は高い。 | 平成28年5月に沖縄県で発生した米軍関係者による事件を受け、政府として沖縄県民の安心・安全を確保する必要性は高い。 | 平成28年5月に沖縄県で発生した米軍関係者による事件を受け、政府として沖縄県民の安心・安全を確保する必要性は高い。 | 平成28年5月に沖縄県で発生した米軍関係者による事件を受け、政府として沖縄県民の安心・安全を確保する必要性は高い。 | 平成28年5月に沖縄県で発生した米軍関係者による事件を受け、政府として沖縄県民の安心・安全を確保する必要性は高い。 | 平成28年5月に沖縄県で発生した米軍関係者による事件を受け、政府として沖縄県民の安心・安全を確保する必要性は高い。 | 平成28年5月に沖縄県で発生した米軍関係者による事件を受け、政府として沖縄県民の安心・安全を確保する必要性は高い。 | 平成28年5月に沖縄県で発生した米軍関係者による事件を受け、政府として沖縄県民の安心・安全を確保する必要性は高い。 | 平成28年5月に沖縄県で発生した米軍関係者による事件を受け、政府として沖縄県民の安心・安全を確保する必要性は高い。 |
| 国費投入の必要性 | 国費投入の必要性 | 政策目的の達成手段として必要かつ適切な事業か。政策体系の中で優先度の高い事業か。 | 政策目的の達成手段として必要かつ適切な事業か。政策体系の中で優先度の高い事業か。 | 政策目的の達成手段として必要かつ適切な事業か。政策体系の中で優先度の高い事業か。 | 政策目的の達成手段として必要かつ適切な事業か。政策体系の中で優先度の高い事業か。 | 政策目的の達成手段として必要かつ適切な事業か。政策体系の中で優先度の高い事業か。 | 政策目的の達成手段として必要かつ適切な事業か。政策体系の中で優先度の高い事業か。 | 政策目的の達成手段として必要かつ適切な事業か。政策体系の中で優先度の高い事業か。 | 政策目的の達成手段として必要かつ適切な事業か。政策体系の中で優先度の高い事業か。 | 政策目的の達成手段として必要かつ適切な事業か。政策体系の中で優先度の高い事業か。 | 政策目的の達成手段として必要かつ適切な事業か。政策体系の中で優先度の高い事業か。 | 政策目的の達成手段として必要かつ適切な事業か。政策体系の中で優先度の高い事業か。 | 政策目的の達成手段として必要かつ適切な事業か。政策体系の中で優先度の高い事業か。 | 政策目的の達成手段として必要かつ適切な事業か。政策体系の中で優先度の高い事業か。 | 政策目的の達成手段として必要かつ適切な事業か。政策体系の中で優先度の高い事業か。 | 政策目的の達成手段として必要かつ適切な事業か。政策体系の中で優先度の高い事業か。 | 政策目的の達成手段として必要かつ適切な事業か。政策体系の中で優先度の高い事業か。 | 政策目的の達成手段として必要かつ適切な事業か。政策体系の中で優先度の高い事業か。 | 政策目的の達成手段として必要かつ適切な事業か。政策体系の中で優先度の高い事業か。 | 政策目的の達成手段として必要かつ適切な事業か。政策体系の中で優先度の高い事業か。 | 政策目的の達成手段として必要かつ適切な事業か。政策体系の中で優先度の高い事業か。 | 政策目的の達成手段として必要かつ適切な事業か。政策体系の中で優先度の高い事業か。 | 政策目的の達成手段として必要かつ適切な事業か。政策体系の中で優先度の高い事業か。 | 政策目的の達成手段として必要かつ適切な事業か。政策体系の中で優先度の高い事業か。 | 政策目的の達成手段として必要かつ適切な事業か。政策体系の中で優先度の高い事業か。 | 政策目的の達成手段として必要かつ適切な事業か。政策体系の中で優先度の高い事業か。 | 政策目的の達成手段として必要かつ適切な事業か。政策体系の中で優先度の高い事業か。 | 政策目的の達成手段として必要かつ適切な事業か。政策体系の中で優先度の高い事業か。 | ○ | ○ | ○ | 悲惨な事件を繰り返さないため、犯罪を抑止するための徹底した対策を推進する必要がある。                            | 悲惨な事件を繰り返さないため、犯罪を抑止するための徹底した対策を推進する必要がある。                            | 悲惨な事件を繰り返さないため、犯罪を抑止するための徹底した対策を推進する必要がある。                            | 悲惨な事件を繰り返さないため、犯罪を抑止するための徹底した対策を推進する必要がある。                            | 悲惨な事件を繰り返さないため、犯罪を抑止するための徹底した対策を推進する必要がある。                            | 悲惨な事件を繰り返さないため、犯罪を抑止するための徹底した対策を推進する必要がある。                            | 悲惨な事件を繰り返さないため、犯罪を抑止するための徹底した対策を推進する必要がある。                            | 悲惨な事件を繰り返さないため、犯罪を抑止するための徹底した対策を推進する必要がある。                            | 悲惨な事件を繰り返さないため、犯罪を抑止するための徹底した対策を推進する必要がある。                            | 悲惨な事件を繰り返さないため、犯罪を抑止するための徹底した対策を推進する必要がある。                            | 悲惨な事件を繰り返さないため、犯罪を抑止するための徹底した対策を推進する必要がある。                            | 悲惨な事件を繰り返さないため、犯罪を抑止するための徹底した対策を推進する必要がある。                            | 悲惨な事件を繰り返さないため、犯罪を抑止するための徹底した対策を推進する必要がある。                            | 悲惨な事件を繰り返さないため、犯罪を抑止するための徹底した対策を推進する必要がある。                            | 悲惨な事件を繰り返さないため、犯罪を抑止するための徹底した対策を推進する必要がある。                            | 悲惨な事件を繰り返さないため、犯罪を抑止するための徹底した対策を推進する必要がある。                            | 悲惨な事件を繰り返さないため、犯罪を抑止するための徹底した対策を推進する必要がある。                            | 悲惨な事件を繰り返さないため、犯罪を抑止するための徹底した対策を推進する必要がある。                            |

| 成果実績は成果目標に見合ったものとなっているか。                                                                 | 成果実績は成果目標に見合ったものとなっているか。                                                                 | 成果実績は成果目標に見合ったものとなっているか。                                                                 | 成果実績は成果目標に見合ったものとなっているか。                                                                 | 成果実績は成果目標に見合ったものとなっているか。                                                                 | 成果実績は成果目標に見合ったものとなっているか。                                                                 | 成果実績は成果目標に見合ったものとなっているか。                                                                 | 成果実績は成果目標に見合ったものとなっているか。                                                                 | 成果実績は成果目標に見合ったものとなっているか。                                                                 | 成果実績は成果目標に見合ったものとなっているか。                                                                 | 成果実績は成果目標に見合ったものとなっているか。                                                                 | 成果実績は成果目標に見合ったものとなっているか。                                                                 | 成果実績は成果目標に見合ったものとなっているか。                                                                 | 成果実績は成果目標に見合ったものとなっているか。                                                                 | 成果実績は成果目標に見合ったものとなっているか。                                                                 | 成果実績は成果目標に見合ったものとなっているか。                                                                 | 成果実績は成果目標に見合ったものとなっているか。                                                                 | 成果実績は成果目標に見合ったものとなっているか。                                                                 | 成果実績は成果目標に見合ったものとなっているか。                                                                 | 成果実績は成果目標に見合ったものとなっているか。                                                                 | 成果実績は成果目標に見合ったものとなっているか。                                                                 | 成果実績は成果目標に見合ったものとなっているか。                                                                 | 成果実績は成果目標に見合ったものとなっているか。                                                                 | 成果実績は成果目標に見合ったものとなっているか。                                                                 | 成果実績は成果目標に見合ったものとなっているか。                                                                 | 成果実績は成果目標に見合ったものとなっているか。                                                                 | 成果実績は成果目標に見合ったものとなっているか。                                                                 | ○ | ○ | ○ | 目標に見合った実績を上げている。 | 目標に見合った実績を上げている。 | 目標に見合った実績を上げている。 | 目標に見合った実績を上げている。 | 目標に見合った実績を上げている。 | 目標に見合った実績を上げている。 | 目標に見合った実績を上げている。 | 目標に見合った実績を上げている。 | 目標に見合った実績を上げている。 | 目標に見合った実績を上げている。 | 目標に見合った実績を上げている。 | 目標に見合った実績を上げている。 | 目標に見合った実績を上げている。 | 目標に見合った実績を上げている。 | 目標に見合った実績を上げている。 | 目標に見合った実績を上げている。 | 目標に見合った実績を上げている。 | 目標に見合った実績を上げている。 |
| 事業実施に当たって他の手段・方法等が考えられる場合、それと比較してより効果的あるいは低コストで実施できているか。 | 事業実施に当たって他の手段・方法等が考えられる場合、それと比較してより効果的あるいは低コストで実施できているか。 | 事業実施に当たって他の手段・方法等が考えられる場合、それと比較してより効果的あるいは低コストで実施できているか。 | 事業実施に当たって他の手段・方法等が考えられる場合、それと比較してより効果的あるいは低コストで実施できているか。 | 事業実施に当たって他の手段・方法等が考えられる場合、それと比較してより効果的あるいは低コストで実施できているか。 | 事業実施に当たって他の手段・方法等が考えられる場合、それと比較してより効果的あるいは低コストで実施できているか。 | 事業実施に当たって他の手段・方法等が考えられる場合、それと比較してより効果的あるいは低コストで実施できているか。 | 事業実施に当たって他の手段・方法等が考えられる場合、それと比較してより効果的あるいは低コストで実施できているか。 | 事業実施に当たって他の手段・方法等が考えられる場合、それと比較してより効果的あるいは低コストで実施できているか。 | 事業実施に当たって他の手段・方法等が考えられる場合、それと比較してより効果的あるいは低コストで実施できているか。 | 事業実施に当たって他の手段・方法等が考えられる場合、それと比較してより効果的あるいは低コストで実施できているか。 | 事業実施に当たって他の手段・方法等が考えられる場合、それと比較してより効果的あるいは低コストで実施できているか。 | 事業実施に当たって他の手段・方法等が考えられる場合、それと比較してより効果的あるいは低コストで実施できているか。 | 事業実施に当たって他の手段・方法等が考えられる場合、それと比較してより効果的あるいは低コストで実施できているか。 | 事業実施に当たって他の手段・方法等が考えられる場合、それと比較してより効果的あるいは低コストで実施できているか。 | 事業実施に当たって他の手段・方法等が考えられる場合、それと比較してより効果的あるいは低コストで実施できているか。 | 事業実施に当たって他の手段・方法等が考えられる場合、それと比較してより効果的あるいは低コストで実施できているか。 | 事業実施に当たって他の手段・方法等が考えられる場合、それと比較してより効果的あるいは低コストで実施できているか。 | 事業実施に当たって他の手段・方法等が考えられる場合、それと比較してより効果的あるいは低コストで実施できているか。 | 事業実施に当たって他の手段・方法等が考えられる場合、それと比較してより効果的あるいは低コストで実施できているか。 | 事業実施に当たって他の手段・方法等が考えられる場合、それと比較してより効果的あるいは低コストで実施できているか。 | 事業実施に当たって他の手段・方法等が考えられる場合、それと比較してより効果的あるいは低コストで実施できているか。 | 事業実施に当たって他の手段・方法等が考えられる場合、それと比較してより効果的あるいは低コストで実施できているか。 | 事業実施に当たって他の手段・方法等が考えられる場合、それと比較してより効果的あるいは低コストで実施できているか。 | 事業実施に当たって他の手段・方法等が考えられる場合、それと比較してより効果的あるいは低コストで実施できているか。 | 事業実施に当たって他の手段・方法等が考えられる場合、それと比較してより効果的あるいは低コストで実施できているか。 | 事業実施に当たって他の手段・方法等が考えられる場合、それと比較してより効果的あるいは低コストで実施できているか。 | ‐ | ‐ | ‐ | (記入無)                         | (記入無)                         | (記入無)                         | (記入無)                         | (記入無)                         | (記入無)                         | (記入無)                         | (記入無)                         | (記入無)                         | (記入無)                         | (記入無)                         | (記入無)                         | (記入無)                         | (記入無)                         | (記入無)                         | (記入無)                         | (記入無)                         | (記入無)                         |
| 活動実績は見込みに見合ったものであるか。                                                                         | 活動実績は見込みに見合ったものであるか。                                                                         | 活動実績は見込みに見合ったものであるか。                                                                         | 活動実績は見込みに見合ったものであるか。                                                                         | 活動実績は見込みに見合ったものであるか。                                                                         | 活動実績は見込みに見合ったものであるか。                                                                         | 活動実績は見込みに見合ったものであるか。                                                                         | 活動実績は見込みに見合ったものであるか。                                                                         | 活動実績は見込みに見合ったものであるか。                                                                         | 活動実績は見込みに見合ったものであるか。                                                                         | 活動実績は見込みに見合ったものであるか。                                                                         | 活動実績は見込みに見合ったものであるか。                                                                         | 活動実績は見込みに見合ったものであるか。                                                                         | 活動実績は見込みに見合ったものであるか。                                                                         | 活動実績は見込みに見合ったものであるか。                                                                         | 活動実績は見込みに見合ったものであるか。                                                                         | 活動実績は見込みに見合ったものであるか。                                                                         | 活動実績は見込みに見合ったものであるか。                                                                         | 活動実績は見込みに見合ったものであるか。                                                                         | 活動実績は見込みに見合ったものであるか。                                                                         | 活動実績は見込みに見合ったものであるか。                                                                         | 活動実績は見込みに見合ったものであるか。                                                                         | 活動実績は見込みに見合ったものであるか。                                                                         | 活動実績は見込みに見合ったものであるか。                                                                         | 活動実績は見込みに見合ったものであるか。                                                                         | 活動実績は見込みに見合ったものであるか。                                                                         | 活動実績は見込みに見合ったものであるか。                                                                         | ○ | ○ | ○ | 見込みどおりである。             | 見込みどおりである。             | 見込みどおりである。             | 見込みどおりである。             | 見込みどおりである。             | 見込みどおりである。             | 見込みどおりである。             | 見込みどおりである。             | 見込みどおりである。             | 見込みどおりである。             | 見込みどおりである。             | 見込みどおりである。             | 見込みどおりである。             | 見込みどおりである。             | 見込みどおりである。             | 見込みどおりである。             | 見込みどおりである。             | 見込みどおりである。             |
| 整備された施設や成果物は十分に活用されているか。                                                                 | 整備された施設や成果物は十分に活用されているか。                                                                 | 整備された施設や成果物は十分に活用されているか。                                                                 | 整備された施設や成果物は十分に活用されているか。                                                                 | 整備された施設や成果物は十分に活用されているか。                                                                 | 整備された施設や成果物は十分に活用されているか。                                                                 | 整備された施設や成果物は十分に活用されているか。                                                                 | 整備された施設や成果物は十分に活用されているか。                                                                 | 整備された施設や成果物は十分に活用されているか。                                                                 | 整備された施設や成果物は十分に活用されているか。                                                                 | 整備された施設や成果物は十分に活用されているか。                                                                 | 整備された施設や成果物は十分に活用されているか。                                                                 | 整備された施設や成果物は十分に活用されているか。                                                                 | 整備された施設や成果物は十分に活用されているか。                                                                 | 整備された施設や成果物は十分に活用されているか。                                                                 | 整備された施設や成果物は十分に活用されているか。                                                                 | 整備された施設や成果物は十分に活用されているか。                                                                 | 整備された施設や成果物は十分に活用されているか。                                                                 | 整備された施設や成果物は十分に活用されているか。                                                                 | 整備された施設や成果物は十分に活用されているか。                                                                 | 整備された施設や成果物は十分に活用されているか。                                                                 | 整備された施設や成果物は十分に活用されているか。                                                                 | 整備された施設や成果物は十分に活用されているか。                                                                 | 整備された施設や成果物は十分に活用されているか。                                                                 | 整備された施設や成果物は十分に活用されているか。                                                                 | 整備された施設や成果物は十分に活用されているか。                                                                 | 整備された施設や成果物は十分に活用されているか。                                                                 | ‐ | ‐ | ‐ | (記入無)                         | (記入無)                         | (記入無)                         | (記入無)                         | (記入無)                         | (記入無)                         | (記入無)                         | (記入無)                         | (記入無)                         | (記入無)                         | (記入無)                         | (記入無)                         | (記入無)                         | (記入無)                         | (記入無)                         | (記入無)                         | (記入無)                         | (記入無)                         |

### 支出の内訳
車によるパトロール業務に年間で沖縄安全対策業務庁費8億6800万円が支出されており、平成31年度のその主な支出項目は以下のとおりである。
1. パーキング会社「沖縄・地域安全パトロール隊」に係る駐車場貸与　500万
2. 人材派遣会社「沖縄・地域安全パトロール隊」に係る道路巡回要員派遣業務　7100万
3. レンタカーリース会社「沖縄・地域安全パトロール隊」に係る道路巡回用車両貸与　2200万
4. 警備会社「沖縄・地域安全パトロール隊」に係る道路巡回業務（深夜帯）29800万
5. 石油販売業者「沖縄・地域安全パトロール隊」に係る道路巡回車両の燃料販売 1100万
6. 車載機販売会社 24000万